# Нахаев, Артём Сергеевич
Артём Сергеевич Нахаев (1903—1934) — советский военный, попытавшийся 5 августа 1934 года совершить в Москве государственный переворот.

## Биография
Родился в 1903 году. В 1925 году Нахаев закончил Ленинградскую артиллерийскую школу, после чего демобилизовался в 1928 году. До 1927 года он был членом ВКП(б), из которой вышел в знак протеста против гонений на партийную оппозицию. С 1931 года являлся слушателем вечернего отделения Военной академии РККА. Жил с женой в Жулебино на площади 4 квадратных метра. К августу 1934 года занимал должность начальника штаба артиллерийского дивизиона Московского городского лагерного сбора Осоавиахима.

### Мятеж
В 8 часов утра 5 августа 1934 года Нахаев привёл отряд из более 200 призванных на сборы гражданских лиц к Красноперекопским казармам Московской пролетарской стрелковой дивизии. Затем он обратился к выстроенным бойцам с речью, которую очевидцы передали так: 
«Мы воевали в 14-м и 17-м годах. Мы завоевали фабрики, заводы и земли рабочим и крестьянам, но они ничего не получили. Всё находится в руках государства, и кучка людей управляет этим государством. Государство порабощает рабочих и крестьян. Нет свободы слова, страной правят семиты. Товарищи рабочие, где ваши фабрики, которые вам обещали в 1917 году; товарищи крестьяне, где ваши земли, которые вам обещали? Долой старое руководство, да здравствует новая революция, да здравствует новое правительство».
Нахаев отдал безоружным курсантам приказ занять караульное помещение полка и захватить находившееся там оружие. Часть бойцов последовала за ним в попытке вооружиться из арсенала казарм, однако бойцы отступили после залпов караульных. Хотя Нахаев понимал самоубийственность своего выступления и собирался покончить с собой, прихватив яд, его удалось арестовать. После допроса его признали психически неуравновешенным человеком, о чем Каганович сообщил Сталину, находившемуся на отдыхе. В ходе допроса Нахаев признался, что якобы начал мятеж по указанию Леонида Николаевича Быкова, работавшего на эстонскую разведку.
В ответном письме по поводу инцидента Сталин высказал недовольство легкомысленным расследованием: «Дело Нахаева — сволочное дело. Он, конечно (конечно!), не одинок. Надо его прижать к стенке, заставить сказать — сообщить всю правду и потом наказать по всей строгости. Он, должно быть, агент польско-немецкий (или японский)… Чекисты становятся смешными, когда дискуссируют с ним об его „политических взглядах“ (это называется допрос!). У продажной шкуры не бывает политвзглядов. Он призывал вооружённых людей к действию против правительства, — значит, его надо уничтожить». В заключение Сталин написал: «Видимо, в Осоавиахиме не всё обстоит благополучно», что являлось уже упрёком его руководителю с 1932 г. Р. П. Эйдеману.
Инцидент также послужил основанием для проверки деятельности командующего Московским военным округом А. И. Корка, который, однако, от обязанностей отстранён не был.
В конце 1934 года Нахаев был расстрелян.